# زیردریایی یو-۱۵۵ (۱۹۴۱)
زیردریایی یو-۱۵۵ (۱۹۴۱) (به انگلیسی: German submarine U-155 (1941)) یک زیردریایی بود که طول آن ۷۶٫۷۶ متر (۲۵۱ فوت ۱۰ اینچ) و ارتفاع آن ۹٫۶ متر (۳۱ فوت ۶ اینچ) بود. این زیردریایی در سال ۱۹۴۱ ساخته شد.